# Lucio Cornelio Escipión Barbato
Lucio Cornelio Escipión Barbato, miembro de la familia patricia de los Cornelios Escipiones durante la República romana, fue famoso por su papel como oficial militar patricio durante un período crucial de la tercera guerra samnita, cuando Roma finalmente derrotó a la coalición de estados vecinos que la amenazaban —etruscos, umbros y samnitas, ayudados por los galos senones—, que permitieron la extensión de su soberanía y dominio sobre casi toda la península itálica.

## Familia y carrera política
Padre de Lucio Cornelio Escipión y Cneo Cornelio Escipión Asina, y abuelo de Cneo Cornelio Escipión Calvo y Publio Cornelio Escipión, fue edil curul supuestamente hacia el año 302 a. C. y fue cónsul en el año 298 a. C., con Cneo Fulvio Máximo Centumalo. Los lucanos hablaron ante el Senado para quejarse de que los samnitas estaban devastando su país y pidieron la protección de Roma a cambio de un tratado y rehenes. El Senado acordó después de algunas deliberaciones y envió embajadores a pedir a los samnitas que se retiraran de Lucania. Al encontrar al ejército samnita, se informó a los embajadores que si llevaban esta demanda al Samnio, se irían con vida; en consecuencia, el Senado les declaró la guerra. En el sorteo para decidir qué cónsul lideraría qué campaña, Barbato fue elegido para ir a Etruria y Centumalo comenzó las hostilidades de la tercera guerra samnita en Campania. Barbato llevó a cabo la guerra contra los etruscos, los cuales derrotó cerca de Volaterrae. En el año siguiente, 297 a. C., se desempeñó como legado del cónsul Quinto Fabio Máximo Ruliano, en la tercera guerra samnita.
En el año 295 a. C. sirvió de nuevo bajo las órdenes de los cónsules Quinto Fabio Máximo Ruliano y Publio Decio Mus (cónsul 312 a. C.), con el título de propretor, en la gran campaña de ese año que llevaron los romanos contra los galos, los etruscos y los samnitas. En 293 a. C. volvió a luchar, bajo Lucio Papirio Cursor también como legado, en la campaña que llevó la guerra contra los samnitas a su fin.
El epitafio de su tumba no dice nada de su victoria en Etruria, sino que habla de sus conquistas en Samnio y Apulia. Barthold Georg Niebuhr supone que sus conquistas en Samnio y Apulia, se hicieron en el año 297 a. C., cuando fue el legado de Fabio Máximo. El sarcófago que contiene su cuerpo, hoy en los Museos Vaticanos, preserva su epitafio, una vieja inscripción latina en métrica saturnina. La inscripción reza así:

CORNELIVS·LVCIVS·SCIPIO·BARBATVS·GNAIVOD·PATRE

PROGNATVS·FORTIS·VIR·SAPIENSQVE—QVOIVS·FORMA·VIRTVTEI·PARISVMA

FVIT—CONSOL CENSOR·AIDILIS·QVEI·FVIT·APVD·VOS—TAVRASIA·CISAVNA

SAMNIO·CEPIT—SVBIGIT·OMNE·LOVCANA·OPSIDESQVE·ABDOVCIT

«Cornelio Lucio Escipión Barbado, nació de Cneo su padre, como hombre fuerte y sabio, cuya apariencia guardaba sus muchas virtudes, quien fue cónsul, censor y edil entre vosotros - Conquistó Taurasia, Cisauna, Samnio - subyugó toda Lucania y liberó a sus prisioneros».
Fue censor patricio en 280 a. C. junto con Cneo Domicio Calvino Máximo. Su mandato fue importante dado que es el primero sobre el que se guarda un registro fiable, a pesar de que el cargo era de gran antigüedad.